# Brian Welch
Pour les articles homonymes, voir Welch.
 (septembre 2018).
Si vous disposez d'ouvrages ou d'articles de référence ou si vous connaissez des sites web de qualité traitant du thème abordé ici, merci de compléter l'article en donnant les références utiles à sa vérifiabilité et en les liant à la section « Notes et références ».
Brian Philip Welch, né le 19 juin 1970, en Californie, plus connu sous le surnom Head, est le guitariste cofondateur du groupe KoRn, influence majeure du courant nu metal, à qui l'on doit les sonorités de tubes tels que Freak On a Leash, Got The Life ou encore Falling Away From Me. Il quitte le groupe en 2005 à la suite d'une conversion au protestantisme évangélique, résultat d'une longue lutte contre ses diverses addictions. 
Brian Philip Welch est l'auteur de plusieurs livres dont Save me from myself ainsi que de l'ouvrage Maintenant je vois qui retracent sa vie de musicien, sa relation avec KoRn, ainsi que sa conversion. 
De retour dans le groupe depuis 2013, il se consacre à partager son vécu de la religion en parallèle de sa musique.

## Biographie
En 1995, la petite amie de Brian Welch, Rebeka, accouche d'un enfant qu'ils décident de confier à un couple d'adoptants. Rebeka tombe de nouveau enceinte et accouche le 6 juillet 1998 de leur seconde fille, Jennea Marie Welch. Comme Head souhaite rester auprès de sa femme durant cet évènement, le groupe annule sa venue au festival Ozzfest, version anglaise. Le couple finit par divorcer et Brian Welch obtient la garde de sa fille. Ces derniers vivent désormais en Arizona.
Depuis les premières heures de Korn, Brian Welch consomme des méthamphétamines (speed). À partir de 2005, année où il se sépare de sa femme, le guitariste devient de plus en plus multi-dépendant, ce qui l'enfonce dans une profonde dépression, dont il sortira, d'après ses dires, après avoir fait une "rencontre avec Dieu". Il déclare accepter Jésus-Christ comme Seigneur et sauveur personnel. Sa foi va le "libérer des drogues" et de la dépression, lui redonner une nouvelle envie de vivre et le sortir de ses démons. Durant cette période de renaissance, il fait une pause loin de KoRn. 
Le 22 février 2005, KoRn annonce le départ de Brian Welch après 13 ans au sein du groupe, expliquant que « Head a choisi Dieu comme sauveur et qu'il souhaite poursuivre sa carrière musicale selon cette nouvelle orientation ».
Il se convertit au Christianisme et réussit à éradiquer son addiction.
À propos de son surnom, Brian Welch explique dans leur premier documentaire : « J'ai une grosse tête, tu peux me donner n'importe quel chapeau, aucun ne m'ira ! »
En 2008, il sort son premier album solo qui s'intitule Save Me from Myself. Le groupe qui l'accompagne sur scène se fait appeler Love and Death.
Son deuxième album, et premier album de Love and Death, intitulé Between Here and Lost, sort début 2013.
Le 2 mai 2013, KoRn annonce sur sa page Facebook officielle que le groupe entre en studio avec Head, confirmant ainsi les rumeurs de reformation qui allaient bon train depuis que sa venue pour la tournée d'été avec KoRn avait été annoncée.
Le 12 février 2021, il retrouve Love and Death pour la sortie d'un deuxième album intitulé Perfectly Preserved. Un album live suivra la même année sous le nom de Perfectly Preserved Live (Release Event 2/12/2021), concert enregistré à Nashville, Tennessee, le 2 décembre 2021 avec comme invité Lacey Sturm (Flyleaf), Keith Wallen (Breaking Benjamin), et Matty Mullins (Memphis May Fire).

## Discographie

### Albums studio
Solo
- 2008 : Save Me from Myself

Love and Death
- 2013 : Between Here and Lost
- 2021 : Perfectly Preserved
- 2021 : Perfectly Preserved Live (Release Event 2/12/2021)